# 登別溫泉

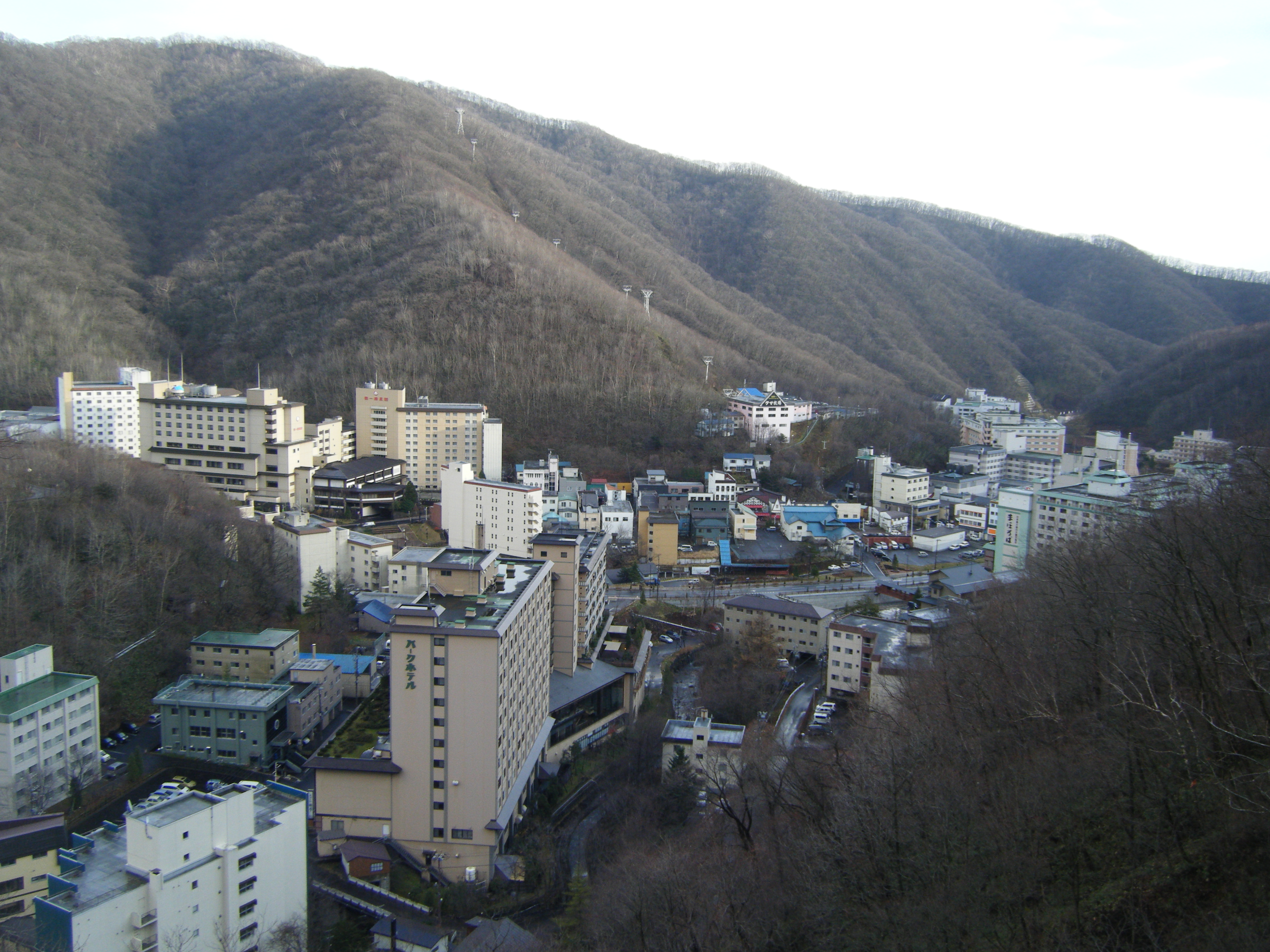
登別温泉街

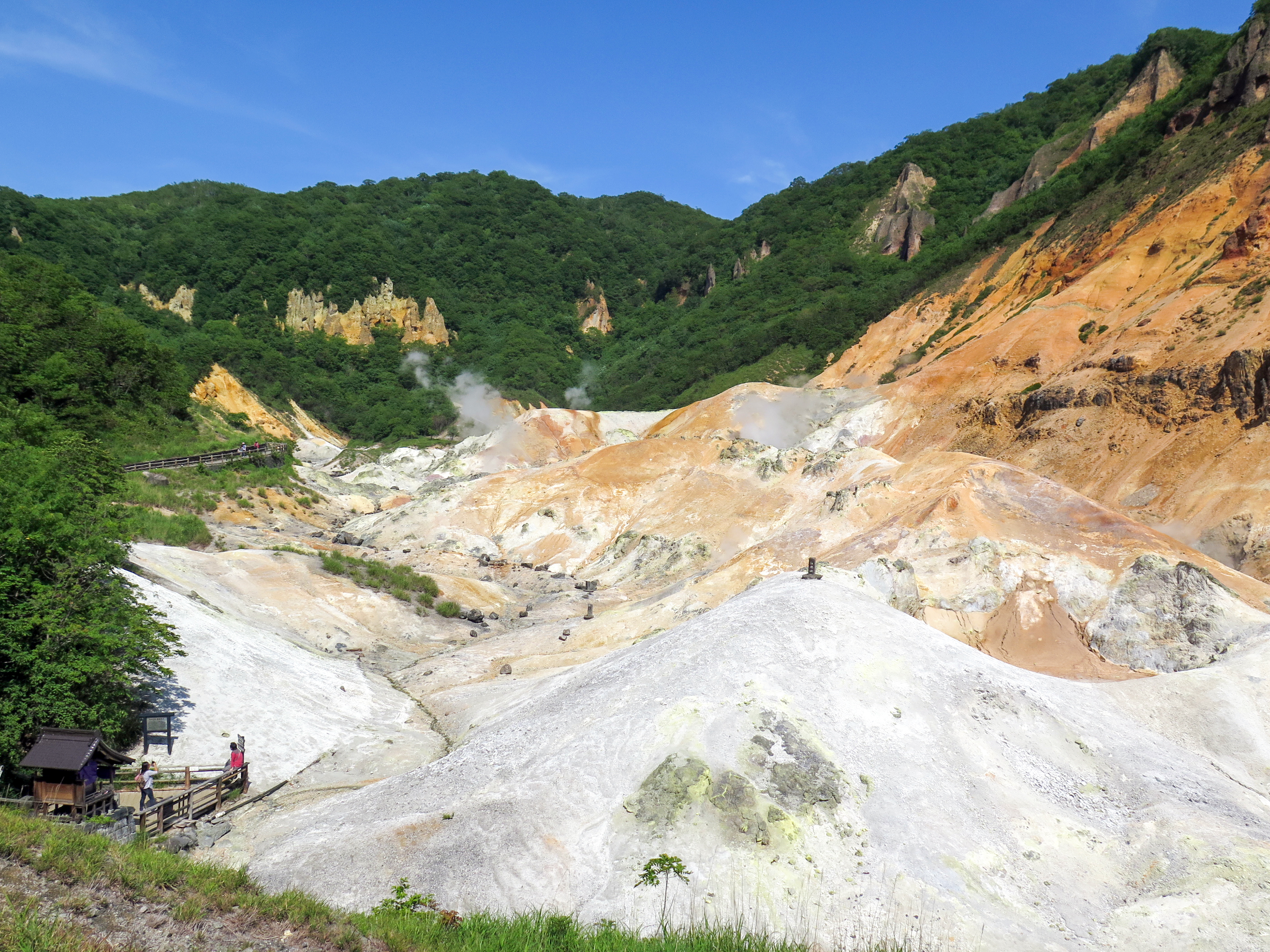
夏天的地獄谷（2014年）

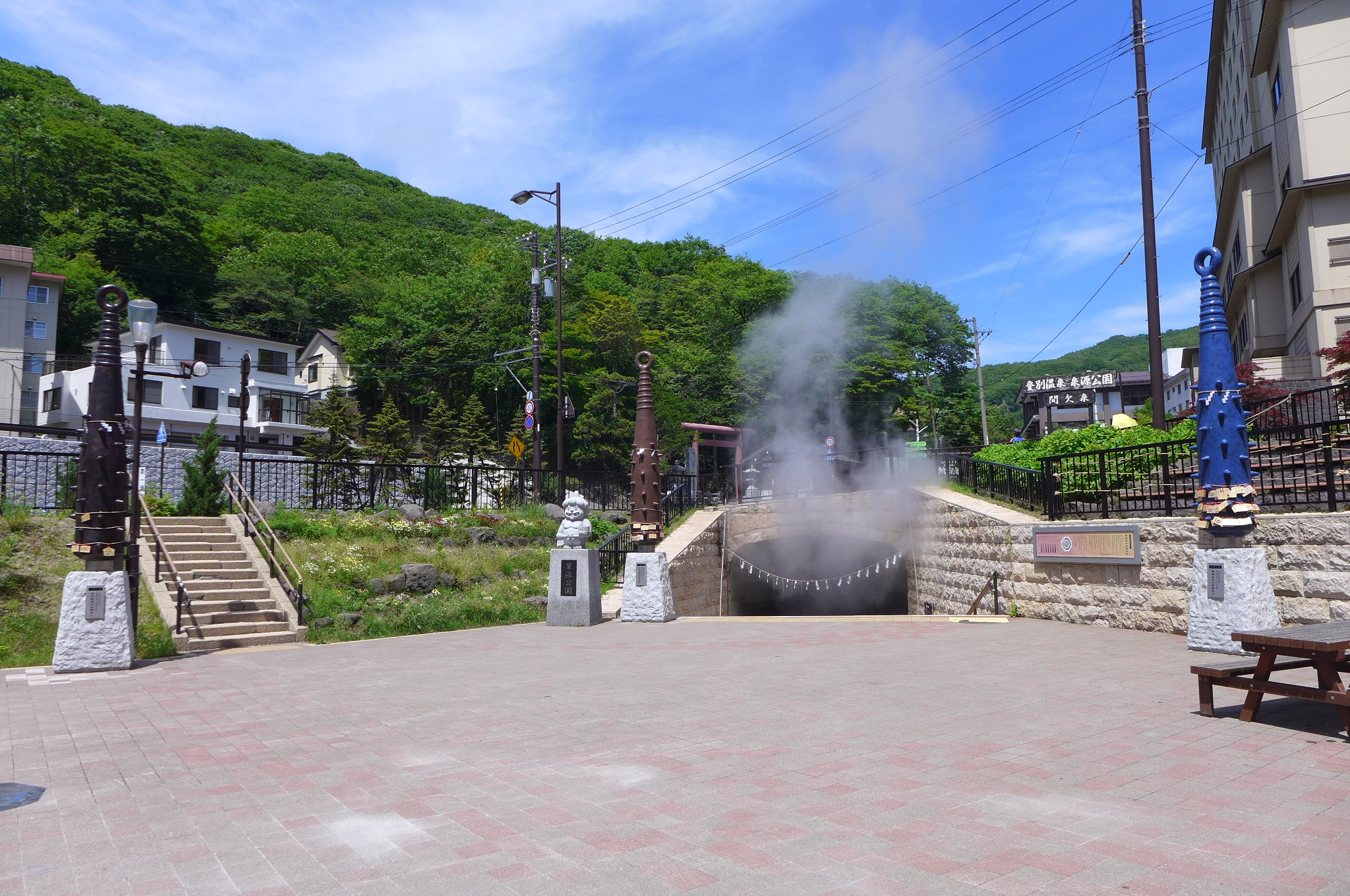
泉源公園

登別温泉位于北海道膽振支廳登別市（旧蝦夷地、明治以后為舊膽振國）的温泉，是北海道屈指可數的溫泉地。自江戶時代開始就為人所知，在明治時代后正式成為療養地和觀光地。知名的地獄谷就座落于此。2004年，登別溫泉地域谷被指定為北海道遺產。
名稱源自阿伊努語的「nupur-pet」（深色的河）。

## 泉質
1. 食鹽泉
2. 硫黃泉
3. 重曹泉
4. 酸性泉
5. 明礬泉
6. 綠礬泉
7. 放射能泉
8. 苦味泉
9. 石膏泉
10. 芒硝泉
11. 鐵泉

## 外部連結
- 登別温泉観光協会 （页面存档备份，存于）
- 登別市 （页面存档备份，存于）
- 登別温泉観光 （页面存档备份，存于）